# Indiana Jones' Greatest Adventures
 (avril 2015).
Si vous disposez d'ouvrages ou d'articles de référence ou si vous connaissez des sites web de qualité traitant du thème abordé ici, merci de compléter l'article en donnant les références utiles à sa vérifiabilité et en les liant à la section « Notes et références ».
Indiana Jones' Greatest Adventures est un jeu de plates-formes développé par Factor 5 et LucasArts, publié par JVC, et sorti exclusivement sur Super Nintendo. Il s'agit de l'adaptation des trois films Indiana Jones : Les Aventuriers de l'arche perdue, Le Temple maudit et La Dernière Croisade. Il est considéré aujourd'hui encore comme un des meilleurs jeux vidéo jamais sorti sur la licence Indiana Jones. Cependant, les trois jeux étant réunis sur une même cartouche, il y a moins de niveaux et peu de boss à affronter, d'où son succès moindre par rapport à Super Star Wars sorti pourtant deux ans plus tôt et aussi édité par LucasArts. Ce jeu a tout de même été apprécié pour sa beauté graphique, sa difficulté mesurée, sa maniabilité et sa fidélité envers les films (chaque niveau représente une scène de la trilogie),,.

## Système de jeu
Contrairement à Super Star Wars où le joueur pouvait choisir entre Luke, Han, Leia et Chewie, ici on ne peut incarner qu'Indiana Jones. Au début de chaque niveau, il faut frapper un objet (une jarre ou une sacoche) pour qu'il en sorte une arme (le fouet ou le revolver). Indy doit éviter les précipices et les pièges et éliminer les ennemis (thugs ou nazis), voire quelques boss (Major Toht, René Belloq, Molah Ram, Colonel Vogel et Walter Donovan). Chaque niveau représente un des décors de la trilogie : le temple Hovitos, les montagnes du Népal, le chalet de Marion Ravenwood, Le Caire, le chantier des nazis, la cité enfouie de Tanis, le puits des âmes, l'île de la mer Égée où les nazis conduisent l'Arche, le club Obi-Wan, les rues de Shanghai, le palais de Pankot, le temple maudit, le wagonnet sur rails au dessus de la lave, le pont de bois au dessus du fleuve aux crocodiles, les catacombes de Venise, le château de Brunwald, le Dirigeable, le tank dans le désert et le temple du Graal.